# 紅崗区
紅崗区（こうこう-く）は、中華人民共和国黒竜江省大慶市に位置する市轄区。

## 行政区画
5街道、1鎮を管轄：
- 街道：紅崗街道、八百垧街道、杏南街道、解放街道、創業街道
- 鎮：杏樹崗鎮

## 交通

### 鉄道
- 中国鉄路総公司
  - 中国鉄路ハルビン局集団公司
    - 通譲線（通遼方面）- 創業村駅（中国語版） - 銀浪駅（中国語版） -（大慶方面）

### 道路
- 高速道路
  - 大広高速道路

## 健康・医療・衛生
- 大慶市第二医院
- 紅崗区人民医院